# Sudamérica Rugby Cup Juvenil
La Sudamérica Rugby Cup Juvenil es un torneo juvenil entre dos selecciones de rugby de Sudamérica. Argentina que estaba clasificada de oficio enfrentaba al vencedor del Sudamericano Juvenil A. Hasta el momento, Argentina se coronó campeón todas las ediciones, y también el equipo clasificado siempre ha sido Uruguay.

## Reseña
La competición comenzó en 2014 con el nombre de Consur Cup Juvenil, con la participación de la Argentina (campeón del Sudamericano Juvenil A de Rugby 2013), y Uruguay ganador del Juvenil A 2014.
La primera final del novel certamen se saldó a favor de los "Pumitas" 67 - 3. Como campeones de la Consur Cup el equipo argentino mantuvo su cupo en la edición del año siguiente.
A partir del 2015 se pasó a llamar Sudamérica Rugby Cup Juvenil debido al cambio de nombre de la confederación sin embargo, mantuvo la misma forma de diputa y se reeditó la final confrontando a los "Teritos" que revalidaron su condición de campeón del Juvenil A y los "Pumitas" campeones de la última Consur Cup, imponiéndose el equipo argentino por 78 - 0. La edición 2016 se disputó en agosto como antesala del Juvenil A, logrando Argentina su tercer título consecutivo derrotando por 80 - 12 a los Teritos.
No hubo torneo en el 2017, ya que Argentina participó del Sudamericano Juvenil A. En 2018 se volvió a disputar con el formato tradicional de partido único.

## Campeonatos
| Edición | Año  | Sede          | Campeón       | 2º puesto     |
| ------- | ---- | ------------- | ------------- | ------------- |
| I       | 2014 | Montevideo    | Argentina     | Uruguay       |
| II      | 2015 | Rosario       | Argentina     | Uruguay       |
| III     | 2016 | Montevideo    | Argentina     | Uruguay       |
| -       | 2017 | no se disputó | no se disputó | no se disputó |
| IV      | 2018 | Don Torcuato  | Argentina     | Uruguay       |

## Posiciones
Número de veces que las selecciones ocuparon cada posición en todas las ediciones.
| Equipo    | Campeón | 2º puesto |
| --------- | ------- | --------- |
| Argentina | 4       |           |
| Uruguay   |         | 4         |